# 袋灣
袋灣（英語：Fukuro Cove），是南極洲的海灣，位於毛德皇后地的哈拉爾王子海岸，處於長東山西南面2公里，根據日本探險隊的測量和空中照片繪入地圖，現時由南極條約體系管理。

## 外部連結
- . . United States Geological Survey.   [2012-04-11].
- 本条目引用的公有领域材料来自美国地质调查局的文档《袋灣》 （資料來自地名信息系统）。

69°12′S 39°39′E / 69.200°S 39.650°E